# كاواساكي سي-2
كاواساكي سي-2 طائرة نقل عسكري متوسطة الحجم ذات محرك عنفي مروحي بعيدة المدى، عالية السرعة. طورتها كاواساكي للصناعات الثقيلة لصالح قوات الدفاع الذاتي اليابانية.

## التطوير

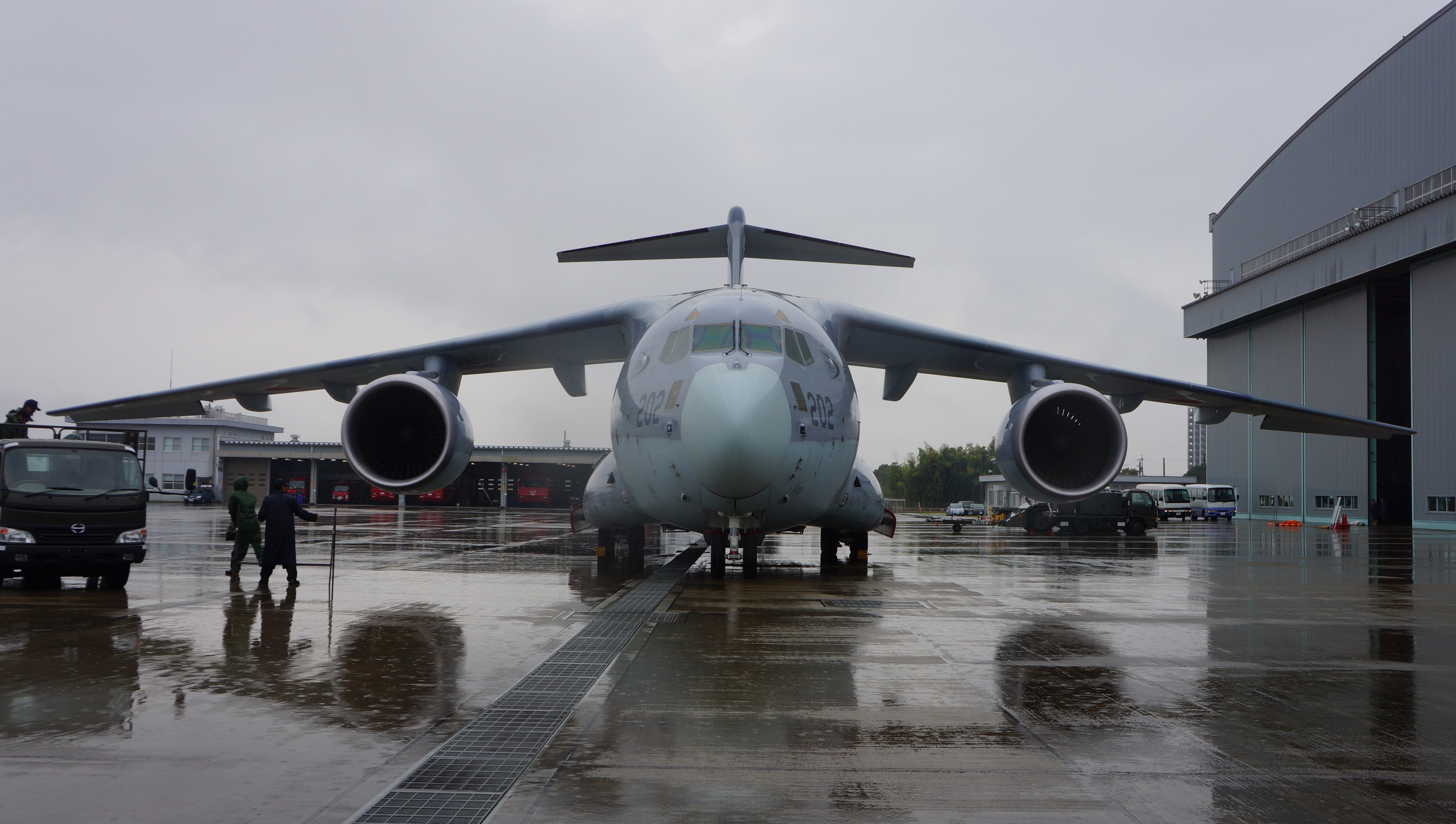
كاواساكي سي-2 رقم 202 من الأمام، 28 أكتوبر 2012 في قاعدة جيفو الجوية لقوات الدفاع الذاتي الجوية اليابانية.

استنتجت وزارة الدفاع اليابانية أنه لاتوجد طائرة أجنبية تلبي متطلبات جيش الدفاع الذاتي الياباني بعد دراسة طائرات مثل سي 130 بوينغ سي-17 غلوب ماستر 3 إيرباص إيه 400إم لذلك قررت الوزارة تطوير طائرتها الخاصة. قررت وزارة الدفاع اليابانية طلب 40 طائرة نقل جديدة لتستبدل الطائرات القديمة مثل كاواساكي سي-1 و سي 130 عام 2001.
أختيرت شركة كاوساكي لتطوير الطائرة بالتوازي مع الطائرة (كاواساكي بي- اكس) لتقليل التكاليف والمشاركة في معظم قطع هيكل الطائرة ومكونات النظام مستخدمين نفس بنية الجناح ,(على الرغم من أن الاجنحة منصوبة بزوايا امتداد مختلفة ),مع اختلاف أجهزة الملاحة في الطائرتين.
بلغت مجموع كلفة التطويرات تقريباً 2.9 مليار دولار تقريباً وذلك عام 2007 وهي كلفة منخفظة إذ ما قورنت مع المشارع المتشابهة. حيث إن كلفة تطوير طائرة (بي-8 بوسيدون) كلفت 3,89 مليار $.وقررت شركة كاواساكي بيع نموذج تجاري من هذه الطائرة قادر على الطيران في خطوط جوية تجارية منتظمة.
خلال مرحلة التطوير كانت هناك بعض المشاكل مع بعض البراشم الأمريكية الصنع مما اخر إكمال النموذج الأولي في 4 تموز/يوليو 2007 .
وحققت الطائرة طيرانها الأول في ميدان جيفو الجوي 26/كانون الثاني يناير/2010.
وجرت أول رحلة من غير مشاكل وتم تسليم الطائرة إلى وزارة الدفاع اليابانية في 30 أذار مارس 2010.
عام 2014 تم تأجيل تسليم طائرات جديدة إلى وزارة الدفاع اليابانية بسبب فشل الباب الخلفي للطائرة (باب الحمولة)خلإل اختبار الضغط وهذا التأخير سيكلف الشركة 40 مليون دولار.

## المواصفات

### الصفات العامة
- الطاقم = 3: طيار، و مساعد، و مسؤول التحميل
- الحمولة= 37 طن
- الطول=43,9 م
- امتداد الجناح = 44,4 م
- الارتفاع=14,2 م
- وزن الطائرة فارغة= 60,800 كغم
- وزن الإقلاع الأقصى= 141,400 كغم
- قوة المحرك= 2محرك 266 كغم/نيوتن

### الإداء
- سرعة العبور = 0,8 ماك (890 كلم/ساعة)
- المدى =6500كلم (بحمولة كاملة)
- المدى الأقصى = 10,000كلم
- سقف التحليق=12,200 م